# Комісія та інші проти Каді
Комісія та інші проти Каді (повністю Європейська комісія та інші проти Ясіна Абдулли Каді, C-584/10 P, рішення ECLI:EU:C:2013:518) була справою в Суді Справедливости, апеляцією з попередньої справи Каді проти Комісії (T-85/09) в Загальному Суді. Суд, відхиливши апеляцію, підтвердив скасування Загальним Судом обмежувальних заходів, спрямованих проти Ясіна Каді. Справа, відома як Kadi II, була продовженням справи Kadi I, у якій регламенти Ради, засновані на рішеннях Ради Безпеки Організації Об’єднаних Націй, були переглянуті відповідно до стандартів ЄС з прав людини та, як наслідок, анульовані.